# Référendum royal
Le référendum royal est une tentative avortée de Léopold II de créer un référendum à l'initiative du Roi des Belges.

## Contexte
Le 30 mars 1891, alors qu'il prépare la première révision de la Constitution, le gouvernement d'Auguste Beernaert réfléchit sur les modifications du système électoral.

« On ne peut se livrer à l'étude de la réorganisation du pouvoir législatif sans se préoccuper également du pouvoir royal... Le gouvernement estime qu'il conviendrait d'investir le roi du droit de se mettre directement en rapport avec le corps électoral pour prendre son avis, soit sur une question de principe non actuellement soumise à la législature, soit à propos d'une loi votée mai non encore promulguée. »

Le roi pourrait donc demander aux électeurs leur avis sur une question non-envisagée par le Parlement soit sur une loi votée. Pour la dernière possibilité, un résultat négatif empêcherait le roi de promulguer la loi et lui permettrait d'exercer un veto. Dans la déclaration de révision de la Constitution, le gouvernement précise dans l'exposé des motifs :

« Il est important que le Roi puisse, dans certains cas graves, consulter le pays. Il est désirable que l'arme constitutionnelle du véto, dont il est aujourd'hui investi sans presque pouvoir en user, devienne plus efficace, et elle le serait si l'usage qui en serait fait avait été précédé d'un vote populaire. »

## Initiative
L'origine de cette proposition est indéterminée : Beernaert ou Léopold II. Bien qu'il semble que le premier soit la source du référendum royal, il l'a peu défendu alors que le roi a multiplié les efforts pour obtenir cette réforme. Il semblerait que la possibilité d'un référendum royal ait été un argument pour convaincre le souverain d'accepter la réforme électorale.

## Échec
Malgré les insistances du roi, la chambre ne soutient pas le projet. Walthère Frère-Orban, Jules Bara et Charles Woeste y sont notamment opposés. Les opposants à la réforme craignent que la Belgique devienne un pays césariste, ou à tout le moins que le roi ne soit amené à quitter sa position de réserve. De plus, le référendum royal aurait pu être une occasion de discréditer les parlementaires.
Le projet est rejeté et Léopold II est tellement déçu qu'il songe à abdiquer.